# Мамырбаев, Арстан Абдраманович
Арстан Абдраманович Мамырбаев — казахстанский врач-гигиенист и токсиколог, профессор кафедры гигиенических дисциплин и профболезней Западно-Казахстанского медицинского университета. Действительный член академии наук Высшей школы Казахстана (НАН ВШК), Академии профилактической медицины (АПМ), Российской академии естественных наук (РАЕН), Международной академии информатизации (МАИН). Почётный профессор НАО «Западно-Казахстанский медицинский университет имени Марата Оспанова». Заслуженный работник Республики Казахстан.

### Биография
Мамырбаев родился в городе Актобе в 1950 году в семье юриста Абдрамана Мамырбаева и школьной учительницы Жанылай Тулемисовой. В 1973 году окончил Актюбинский государственный медицинский институт. В 1977 году защитил кандидатскую диссертацию, а в 1987 году — докторскую.
В 1976—1985 годах работал научным сотрудником Казахского филиала института питания АМН СССР, затем до 1995 года — заместителем директора и директором НИИ краевой патологии Минздрава КазССР. Год занимал должность главного врача-директора санатория-профилактория ПО «Южнефтегаз», затем два года был директором департамента МН-АН РК. В 1998—1999 годах — директор Центра экспериментальной токсикологии и фармакологии МН-АН РК, с 2000 по 2004 год — заведующий лабораторией НИИ гигиены и эпидемиологии Минздрава Казахстана. С 2005 по 2014 год руководил Западным филиалом Национального центра гигиены труда и профзаболеваний Минздрава Казахстана, с 2010 по 2016 годы — руководитель кафедры коммунальной гигиены и гигиены труда ЗКГМУ им М Оспанова. По состоянию на 2021 год — профессор кафедры гигиенических дисциплин и профболезней в том же вузе.
Создал гигиенические нормативы по содержанию 17 химических веществ в воздухе рабочей зоны, санитарные нормы по медицине труда и жилищным условиям. Основным направлением исследований Мамырбаева является выяснение механизмов токсического действия химических и биологических веществ на живой организм, а также экологическая токсикология Казахстана, проблемы гигиены труда, промышленной токсикологии и экотоксикологии на предприятиях фосфорной промышленности и цветной металлургии республики, нефтегазодобычи и нефтегазопереработки.
Мамырбаев входил в экспертный совет по медицинским специальностям Высшей аттестационной комиссии Казахстана, в редколлегии научных журналов «Гигиена труда и медицинская экология», «Гигиена, эпидемиология және иммунобиология», «Медицинский журнал Западного Казахстана». По состоянию на 2010 год является экспертом Национального центра научно-технической экспертизы Комитета Науки МОН РК, а также членом научно-технических советов департаментов экологии по Актюбинской и Мангыстауской области.
Женат, имеет троих детей.

### Основные труды
- Гигиена питания работающих на фосфорном производстве, Алма-Ата, Казахстан, 1990, с. 116.
- Фтор и его токсикология, Алма-Ата, 1990, с. 61.
- Токсикология фосфора, фтора и их неорганических соединений, Алма-Ата, Ғылым, 1992, с. 144.
- Энтеросорбционная детоксикация, Алматы, 1999, с. 73.
- Основы медицины труда, Актобе, Nobel, 2010, с. 705.
- Токсикология хрома и его соединений, Актобе, 2012, с. 282 (монография).
- Toxicology of phosphorus, fluorine and their inorganic compounds (projective role of food), Aktobe, 2015, p. 138.
- Междисциплинарные подходы в оценке состояния здоровья. Здоровье детей и репродуктивное здоровье населения, Palmarium academic publishing, Saarbrűcken, Deutschland, 2015, 95 c.
- Еңбек медицинасы негіздері, Ақтөбе, 2015, б. 384 (учебник).
- Биология размножения, стратегия выживания и механизмы адаптации позвоночных антропогенных ландшафтов, ОргМу. 2016. 268 с.
- Руководство к созданию системы эпидемиологического мониторинга распространенности поведенческих факторов и образа жизни детей школьного возраста: монография / Ж. Е. Баттакова, Е. Ж. Бекмухамбетов и др. — Алматы, 2016.—350 с.
- Медико-экологический атлас «Здоровье населения Западного Казахстана». МЗиСР РК. 2016. С. 84.
- Медико-экологическая оценка здоровья населения в регионах добычи углеводородного сырья, Актобе, 2019, 170 с.
- Medical and environmental assessment of the population health in the regions of hydrocarbons production.Aktobe. 2019. 167 p.
- Вредные химические вещества на предприятиях по добыче и переработке углеводородного сырья. Справочник. Актобе. 2021. 267 с.
- Репродуктивное здоровье в системе общественного здравоохранения. Актобе. 2022. ТОО «Хабар-Сервис». 171 с.